# Robert Haslam, Baron Haslam
Robert „Bob“ Haslam, Baron Haslam (* 4. Februar 1923 in Bolton, Lancashire; † 2. November 2002, Virginia Water, Surrey) war ein britischer Ingenieur und Industrieller.
Robert Haslam scheiterte an der Aufnahmeprüfung für die Universität Cambridge und studierte darum an der Universität Birmingham zunächst Geographie, dann Geologie und schließlich Montanwissenschaften. Er arbeitete von 1944 bis 1947 für das Bergbauunternehmen Manchester Colleries.
1947 begann er als Bergbauingenieur für die Sprengstoffabteilung von Imperial Chemical Industries (ICI) zu arbeiten. Mit seinen Kenntnissen im Bereich Sprengstoff beriet er David Lean beim Bau und der Zerstörung der Brücke im Film Die Brücke am Kwai. Haslam übernahm verschiedene Positionen bei ICI und war Anfang der 1970er Jahre unter anderem für die Entlassung von 7000 Mitarbeitern im Rahmen einer europaweiten Umstrukturierung des Unternehmens verantwortlich. Bis 1980 stieg er zum Vorsitzenden von ICI auf.
1982 wollte Premierministerin Margaret Thatcher ihn als Vorsitzenden für das British Coal Board nominieren, doch eine Hirnblutung verhinderte dies. 1983 wurde er sowohl Vorsitzender von Tate & Lyle wie auch British Steel. 1990 ging er offiziell in den Ruhestand und wurde als Life Peer Mitglied des House of Lords für die Conservative Party. Gleichzeitig war er bis 1999 der Vorsitzende der britischen Sektion der amerikanischen Investmentbank Wasserstein Perella & Co.
Robert Haslam war von 1947 bis zu deren Tod 1995 mit Joyce Quin verheiratet. Das Ehepaar hatte zwei Söhne. Haslam war in zweiter Ehe seit 1996 mit Elizabeth Sieff verheiratet.

## Weitere Veröffentlichungen
- Robert Haslam im Hansard (englisch)

| Personendaten    | Personendaten                          |
| ---------------- | -------------------------------------- |
| NAME             | Haslam, Robert, Baron Haslam           |
| ALTERNATIVNAMEN  | Haslam, Robert; Haslam, Bob            |
| KURZBESCHREIBUNG | britischer Ingenieur und Industrieller |
| GEBURTSDATUM     | 4. Februar 1923                        |
| GEBURTSORT       | Bolton, Lancashire                     |
| STERBEDATUM      | 2. November 2002                       |
| STERBEORT        | Virginia Water, Surrey                 |